# Concacaf Gold Cup 2007
Concacaf Gold Cup 2007 spelades i USA under perioden 6-24 juni 2007. USA vann turneringen före Mexiko.
För tredje gången inbjöds gästlag från andra konfederationer. Som vinnare fick USA äran att representera CONCACAF vid Fifa Confederations Cup 2009 i Sydafrika.

## Deltagande lag

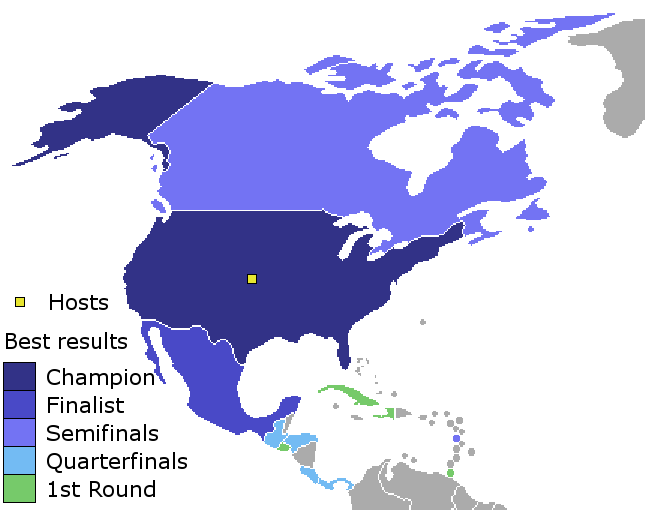
Karta på deltagande lag.

| Lag                                                                  | Kvalificering         | Deltagande i CONCACAF Gold Cup |
| Nordamerikanska zonen                                                | Nordamerikanska zonen | Nordamerikanska zonen          |
| -------------------------------------------------------------------- | --------------------- | ------------------------------ |
| USA                                                                  | Värd                  | 9                              |
| Mexiko                                                               | Automatiskt           | 9                              |
| Kanada                                                               | Automatiskt           | 8                              |
| Karibiska zonen kvalificerade genom Karibiska mästerskapet 2007      |                       |                                |
| Haiti                                                                | Etta                  | 3                              |
| Trinidad och Tobago                                                  | Tvåa                  | 7                              |
| Kuba                                                                 | Trea                  | 5                              |
| Guadeloupe                                                           | Fyra                  | 1                              |
| Centralamerikanska zonen kvalificerade genom UNCAF-mästerskapet 2007 |                       |                                |
| Costa Rica                                                           | Etta                  | 8                              |
| Panama                                                               | Tvåa                  | 3                              |
| Guatemala                                                            | Trea                  | 8                              |
| El Salvador                                                          | Fyra                  | 5                              |
| Honduras                                                             | Femma                 | 8                              |

## Spelplatser
| Miami             | Carson                | Foxborough        |
| ----------------- | --------------------- | ----------------- |
| Miami Orange Bowl | The Home Depot Center | Gillette Stadium  |
| Kapacitet: 74,476 | Kapacitet: 27,000     | Kapacitet: 68,756 |
|                   |                       |                   |
| East Rutherford   | Texas                 | Chicago           |
| Giants Stadium    | Reliant Stadium       | Soldier Field     |
| Kapacitet: 80,042 | Kapacitet: 71,500     | Kapacitet: 61,500 |
|                   |                       |                   |

## Tävlingsformat
De 12 lagen delades in I tre grupper. Ettan och tvåan i varje grupp, samt de två bästa grupptreorna gick till utlsagsfasen.
Om två lag hamnade på samma poäng, avgjorde följande:
1. Inbördes möte
2. Störst målskillnad i grupspelet
3. Flest antal gjorda mål i gruppspelsmatcherna
4. Lottdragning av CONCACAF

## Gruppspel

### Grupp A
| Nr | Lag        | S | V | O | F | GM | IM | MS | P |
| -- | ---------- | - | - | - | - | -- | -- | -- | - |
| 1  | Kanada     | 3 | 2 | 0 | 1 | 5  | 3  | +2 | 6 |
| 2  | Costa Rica | 3 | 1 | 1 | 1 | 3  | 3  | 0  | 4 |
| 3  | Guadeloupe | 3 | 1 | 1 | 1 | 3  | 3  | 0  | 4 |
| 4  | Haiti      | 3 | 0 | 2 | 1 | 2  | 4  | −2 | 2 |

|             | 6 juni 2007 | Costa Rica         | 1 – 2           | Kanada                    | Orange Bowl                                                       |                                                                   |
| 19:00 UTC−4 | 19:00 UTC−4 | Walter Centeno 56′ | (0 – 0) Rapport | 57′, 73′ Julián de Guzmán | Miami, Florida Publik: 17 420 Domare: Enrico Wijngaarde (Surinam) | Miami, Florida Publik: 17 420 Domare: Enrico Wijngaarde (Surinam) |
| 19:00 UTC−4 | 19:00 UTC−4 |                    |                 |                           | Miami, Florida Publik: 17 420 Domare: Enrico Wijngaarde (Surinam) | Miami, Florida Publik: 17 420 Domare: Enrico Wijngaarde (Surinam) |
| 19:00 UTC−4 | 19:00 UTC−4 |                    |                 |                           | Miami, Florida Publik: 17 420 Domare: Enrico Wijngaarde (Surinam) | Miami, Florida Publik: 17 420 Domare: Enrico Wijngaarde (Surinam) |

|             | 6 juni 2007 | Guadeloupe         | 1 – 1           | Haiti                  | Orange Bowl                                              |                                                          |
| 21:00 UTC−4 | 21:00 UTC−4 | Cédrick Fiston 54′ | (0 – 1) Rapport | 36′ (str.) Monès Chéry | Miami, Florida Publik: 17 420 Domare: Terry Vaughn (USA) | Miami, Florida Publik: 17 420 Domare: Terry Vaughn (USA) |
| 21:00 UTC−4 | 21:00 UTC−4 |                    |                 |                        | Miami, Florida Publik: 17 420 Domare: Terry Vaughn (USA) | Miami, Florida Publik: 17 420 Domare: Terry Vaughn (USA) |
| 21:00 UTC−4 | 21:00 UTC−4 |                    |                 |                        | Miami, Florida Publik: 17 420 Domare: Terry Vaughn (USA) | Miami, Florida Publik: 17 420 Domare: Terry Vaughn (USA) |

|             | 9 juni 2007 | Kanada        | 1 – 2           | Guadeloupe                              | Orange Bowl                                                             |                                                                         |
| 19:00 UTC−4 | 19:00 UTC−4 | Ali Gerba 35′ | (1 – 2) Rapport | 10′ Jocelyn Angloma 37′ David Fleurival | Miami, Florida Publik: 22 529 Domare: Neal Brizan (Trinidad och Tobago) | Miami, Florida Publik: 22 529 Domare: Neal Brizan (Trinidad och Tobago) |
| 19:00 UTC−4 | 19:00 UTC−4 |               |                 |                                         | Miami, Florida Publik: 22 529 Domare: Neal Brizan (Trinidad och Tobago) | Miami, Florida Publik: 22 529 Domare: Neal Brizan (Trinidad och Tobago) |
| 19:00 UTC−4 | 19:00 UTC−4 |               |                 |                                         | Miami, Florida Publik: 22 529 Domare: Neal Brizan (Trinidad och Tobago) | Miami, Florida Publik: 22 529 Domare: Neal Brizan (Trinidad och Tobago) |

|             | 9 juni 2007 | Haiti                   | 1 – 1           | Costa Rica         | Orange Bowl                                                       |                                                                   |
| 21:00 UTC−4 | 21:00 UTC−4 | Alexandre Boucicaut 71′ | (0 – 0) Rapport | 62′ Walter Centeno | Miami, Florida Publik: 22 529 Domare: Courtney Campbell (Jamaica) | Miami, Florida Publik: 22 529 Domare: Courtney Campbell (Jamaica) |
| 21:00 UTC−4 | 21:00 UTC−4 |                         |                 |                    | Miami, Florida Publik: 22 529 Domare: Courtney Campbell (Jamaica) | Miami, Florida Publik: 22 529 Domare: Courtney Campbell (Jamaica) |
| 21:00 UTC−4 | 21:00 UTC−4 |                         |                 |                    | Miami, Florida Publik: 22 529 Domare: Courtney Campbell (Jamaica) | Miami, Florida Publik: 22 529 Domare: Courtney Campbell (Jamaica) |

|             | 11 juni 2007 | Costa Rica         | 1 – 0           | Guadeloupe | Orange Bowl                                                       |                                                                   |
| 19:00 UTC−4 | 19:00 UTC−4  | Walter Centeno 14′ | (1 – 0) Rapport |            | Miami, Florida Publik: 15 892 Domare: Enrico Wijngaarde (Surinam) | Miami, Florida Publik: 15 892 Domare: Enrico Wijngaarde (Surinam) |
| 19:00 UTC−4 | 19:00 UTC−4  |                    |                 |            | Miami, Florida Publik: 15 892 Domare: Enrico Wijngaarde (Surinam) | Miami, Florida Publik: 15 892 Domare: Enrico Wijngaarde (Surinam) |
| 19:00 UTC−4 | 19:00 UTC−4  |                    |                 |            | Miami, Florida Publik: 15 892 Domare: Enrico Wijngaarde (Surinam) | Miami, Florida Publik: 15 892 Domare: Enrico Wijngaarde (Surinam) |

|             | 11 juni 2007 | Haiti | 0 – 2           | Kanada                            | Orange Bowl                                                            |                                                                        |
| 21:00 UTC−4 | 21:00 UTC−4  |       | (0 – 2) Rapport | 31′, 35′ (str.) Dwayne De Rosario | Miami, Florida Publik: 15 892 Domare: Marco Antonio Rodríguez (Mexiko) | Miami, Florida Publik: 15 892 Domare: Marco Antonio Rodríguez (Mexiko) |
| 21:00 UTC−4 | 21:00 UTC−4  |       |                 |                                   | Miami, Florida Publik: 15 892 Domare: Marco Antonio Rodríguez (Mexiko) | Miami, Florida Publik: 15 892 Domare: Marco Antonio Rodríguez (Mexiko) |
| 21:00 UTC−4 | 21:00 UTC−4  |       |                 |                                   | Miami, Florida Publik: 15 892 Domare: Marco Antonio Rodríguez (Mexiko) | Miami, Florida Publik: 15 892 Domare: Marco Antonio Rodríguez (Mexiko) |

### Grupp B
| Nr | Lag                 | S | V | O | F | GM | IM | MS | P |
| -- | ------------------- | - | - | - | - | -- | -- | -- | - |
| 1  | USA                 | 3 | 3 | 0 | 0 | 7  | 0  | +7 | 9 |
| 2  | Guatemala           | 3 | 1 | 1 | 1 | 2  | 2  | 0  | 4 |
| 3  | El Salvador         | 3 | 1 | 0 | 2 | 2  | 6  | −4 | 3 |
| 4  | Trinidad och Tobago | 3 | 0 | 1 | 2 | 2  | 5  | −3 | 1 |

|             | 7 juli 2007 | USA               | 1 – 0           | Guatemala | The Home Depot Center                                             |                                                                   |
| 18:00 UTC−7 | 18:00 UTC−7 | Clint Dempsey 26′ | (1 – 0) Rapport |           | Carson, Kalifornien Publik: 21 334 Domare: José Pineda (Honduras) | Carson, Kalifornien Publik: 21 334 Domare: José Pineda (Honduras) |
| 18:00 UTC−7 | 18:00 UTC−7 |                   |                 |           | Carson, Kalifornien Publik: 21 334 Domare: José Pineda (Honduras) | Carson, Kalifornien Publik: 21 334 Domare: José Pineda (Honduras) |
| 18:00 UTC−7 | 18:00 UTC−7 |                   |                 |           | Carson, Kalifornien Publik: 21 334 Domare: José Pineda (Honduras) | Carson, Kalifornien Publik: 21 334 Domare: José Pineda (Honduras) |

|             | 7 juni 2007 | El Salvador                       | 2 – 1           | Trinidad och Tobago | The Home Depot Center                                                |                                                                      |
| 20:00 UTC−7 | 20:00 UTC−7 | Ramón Sánchez 38′ Dennis Alas 81′ | (1 – 1) Rapport | 8′ Silvio Spann     | Carson, Kalifornien Publik: 21 334 Domare: German Arredondo (Mexiko) | Carson, Kalifornien Publik: 21 334 Domare: German Arredondo (Mexiko) |
| 20:00 UTC−7 | 20:00 UTC−7 |                                   |                 |                     | Carson, Kalifornien Publik: 21 334 Domare: German Arredondo (Mexiko) | Carson, Kalifornien Publik: 21 334 Domare: German Arredondo (Mexiko) |
| 20:00 UTC−7 | 20:00 UTC−7 |                                   |                 |                     | Carson, Kalifornien Publik: 21 334 Domare: German Arredondo (Mexiko) | Carson, Kalifornien Publik: 21 334 Domare: German Arredondo (Mexiko) |

|             | 9 juni 2007 | Guatemala                 | 1 – 0           | El Salvador | The Home Depot Center                                                                |                                                                                      |
| 21:00 UTC−7 | 21:00 UTC−7 | José Manuel Contreras 68′ | (0 – 0) Rapport |             | Carson, Kalifornien Publik: 27 000 Domare: Javier Jaurequi (Nederländska Antillerna) | Carson, Kalifornien Publik: 27 000 Domare: Javier Jaurequi (Nederländska Antillerna) |
| 21:00 UTC−7 | 21:00 UTC−7 |                           |                 |             | Carson, Kalifornien Publik: 27 000 Domare: Javier Jaurequi (Nederländska Antillerna) | Carson, Kalifornien Publik: 27 000 Domare: Javier Jaurequi (Nederländska Antillerna) |
| 21:00 UTC−7 | 21:00 UTC−7 |                           |                 |             | Carson, Kalifornien Publik: 27 000 Domare: Javier Jaurequi (Nederländska Antillerna) | Carson, Kalifornien Publik: 27 000 Domare: Javier Jaurequi (Nederländska Antillerna) |

|             | 9 juni 2007 | Trinidad och Tobago | 0 – 2           | USA                               | The Home Depot Center                                              |                                                                    |
| 14:00 UTC−7 | 14:00 UTC−7 |                     | (0 – 1) Rapport | 29′ Brian Ching 54′ Eddie Johnson | Carson, Kalifornien Publik: 27 000 Domare: Roberto Moreno (Panama) | Carson, Kalifornien Publik: 27 000 Domare: Roberto Moreno (Panama) |
| 14:00 UTC−7 | 14:00 UTC−7 |                     |                 |                                   | Carson, Kalifornien Publik: 27 000 Domare: Roberto Moreno (Panama) | Carson, Kalifornien Publik: 27 000 Domare: Roberto Moreno (Panama) |
| 14:00 UTC−7 | 14:00 UTC−7 |                     |                 |                                   | Carson, Kalifornien Publik: 27 000 Domare: Roberto Moreno (Panama) | Carson, Kalifornien Publik: 27 000 Domare: Roberto Moreno (Panama) |

|             | 12 juni 2007 | USA                                                                       | 4 – 0           | El Salvador | Gillette Stadium                                                           |                                                                            |
| 19:00 UTC−7 | 19:00 UTC−7  | DaMarcus Beasley 34′, 90′ Landon Donovan 45+1′ (str.) Taylor Twellman 73′ | (2 – 0) Rapport |             | Foxborough, Massachusetts Publik: 26 523 Domare: Benito Archundia (Mexiko) | Foxborough, Massachusetts Publik: 26 523 Domare: Benito Archundia (Mexiko) |
| 19:00 UTC−7 | 19:00 UTC−7  |                                                                           |                 |             | Foxborough, Massachusetts Publik: 26 523 Domare: Benito Archundia (Mexiko) | Foxborough, Massachusetts Publik: 26 523 Domare: Benito Archundia (Mexiko) |
| 19:00 UTC−7 | 19:00 UTC−7  |                                                                           |                 |             | Foxborough, Massachusetts Publik: 26 523 Domare: Benito Archundia (Mexiko) | Foxborough, Massachusetts Publik: 26 523 Domare: Benito Archundia (Mexiko) |

|             | 12 juni 2007 | Trinidad och Tobago | 1 – 1           | Guatemala       | Gillette Stadium                                                        |                                                                         |
| 12:00 UTC−7 | 12:00 UTC−7  | Errol McFarlane 87′ | (0 – 0) Rapport | 83′ Carlos Ruiz | Foxborough, Massachusetts Publik: 26 523 Domare: José Pineda (Honduras) | Foxborough, Massachusetts Publik: 26 523 Domare: José Pineda (Honduras) |
| 12:00 UTC−7 | 12:00 UTC−7  |                     |                 |                 | Foxborough, Massachusetts Publik: 26 523 Domare: José Pineda (Honduras) | Foxborough, Massachusetts Publik: 26 523 Domare: José Pineda (Honduras) |
| 12:00 UTC−7 | 12:00 UTC−7  |                     |                 |                 | Foxborough, Massachusetts Publik: 26 523 Domare: José Pineda (Honduras) | Foxborough, Massachusetts Publik: 26 523 Domare: José Pineda (Honduras) |

### Grupp C
| Nr | Lag      | S | V | O | F | GM | IM | MS | P |
| -- | -------- | - | - | - | - | -- | -- | -- | - |
| 1  | Honduras | 3 | 2 | 0 | 1 | 9  | 4  | +5 | 6 |
| 2  | Mexiko   | 3 | 2 | 0 | 1 | 4  | 3  | +1 | 6 |
| 3  | Panama   | 3 | 1 | 1 | 1 | 5  | 5  | 0  | 4 |
| 4  | Kuba     | 3 | 0 | 1 | 2 | 3  | 9  | −6 | 1 |

|             | 8 juni 2007 | Panama                                                | 3 – 2           | Honduras                              | Giants Stadium                                                               |                                                                              |
| 19:00 UTC−4 | 19:00 UTC−4 | Carlos Rivera 33′ Blas Pérez 42′ José Luis Garcés 83′ | (2 – 1) Rapport | 40′ Amado Guevara 90+2′ Carlos Costly | East Rutherford, New Jersey Publik: 20 230 Domare: Mauricio Navarro (Kanada) | East Rutherford, New Jersey Publik: 20 230 Domare: Mauricio Navarro (Kanada) |
| 19:00 UTC−4 | 19:00 UTC−4 |                                                       |                 |                                       | East Rutherford, New Jersey Publik: 20 230 Domare: Mauricio Navarro (Kanada) | East Rutherford, New Jersey Publik: 20 230 Domare: Mauricio Navarro (Kanada) |
| 19:00 UTC−4 | 19:00 UTC−4 |                                                       |                 |                                       | East Rutherford, New Jersey Publik: 20 230 Domare: Mauricio Navarro (Kanada) | East Rutherford, New Jersey Publik: 20 230 Domare: Mauricio Navarro (Kanada) |

|             | 8 juni 2007 | Mexiko                               | 2 – 1           | Kuba                  | Giants Stadium                                                                |                                                                               |
| 21:00 UTC−4 | 21:00 UTC−4 | Jared Borgetti 38′ Nery Castillo 56′ | (1 – 1) Rapport | 23′ Reynier Alcántara | East Rutherford, New Jersey Publik: 20 230 Domare: Joel Aguilar (El Salvador) | East Rutherford, New Jersey Publik: 20 230 Domare: Joel Aguilar (El Salvador) |
| 21:00 UTC−4 | 21:00 UTC−4 |                                      |                 |                       | East Rutherford, New Jersey Publik: 20 230 Domare: Joel Aguilar (El Salvador) | East Rutherford, New Jersey Publik: 20 230 Domare: Joel Aguilar (El Salvador) |
| 21:00 UTC−4 | 21:00 UTC−4 |                                      |                 |                       | East Rutherford, New Jersey Publik: 20 230 Domare: Joel Aguilar (El Salvador) | East Rutherford, New Jersey Publik: 20 230 Domare: Joel Aguilar (El Salvador) |

|             | 10 juni 2007 | Honduras               | 2 – 1           | Mexiko                       | Giants Stadium                                                                 |                                                                                |
| 16:00 UTC−4 | 16:00 UTC−4  | Carlos Costly 57′, 90′ | (0 – 1) Rapport | 29′ (str.) Cuauhtémoc Blanco | East Rutherford, New Jersey Publik: 68 123 Domare: Wálter Quesada (Costa Rica) | East Rutherford, New Jersey Publik: 68 123 Domare: Wálter Quesada (Costa Rica) |
| 16:00 UTC−4 | 16:00 UTC−4  |                        |                 |                              | East Rutherford, New Jersey Publik: 68 123 Domare: Wálter Quesada (Costa Rica) | East Rutherford, New Jersey Publik: 68 123 Domare: Wálter Quesada (Costa Rica) |
| 16:00 UTC−4 | 16:00 UTC−4  |                        |                 |                              | East Rutherford, New Jersey Publik: 68 123 Domare: Wálter Quesada (Costa Rica) | East Rutherford, New Jersey Publik: 68 123 Domare: Wálter Quesada (Costa Rica) |

|             | 10 juni 2009 | Panama                              | 2 – 2           | Kuba                                   | Giants Stadium                                                                     |                                                                                    |
| 18:00 UTC−4 | 18:00 UTC−4  | José Luis Garcés 14′ Blas Pérez 45′ | (2 – 1) Rapport | 27′ Jaime Colomé 74′ Reynier Alcántara | East Rutherford, New Jersey Publik: 68 123 Domare: Lee Davis (Trinidad och Tobago) | East Rutherford, New Jersey Publik: 68 123 Domare: Lee Davis (Trinidad och Tobago) |
| 18:00 UTC−4 | 18:00 UTC−4  |                                     |                 |                                        | East Rutherford, New Jersey Publik: 68 123 Domare: Lee Davis (Trinidad och Tobago) | East Rutherford, New Jersey Publik: 68 123 Domare: Lee Davis (Trinidad och Tobago) |
| 18:00 UTC−4 | 18:00 UTC−4  |                                     |                 |                                        | East Rutherford, New Jersey Publik: 68 123 Domare: Lee Davis (Trinidad och Tobago) | East Rutherford, New Jersey Publik: 68 123 Domare: Lee Davis (Trinidad och Tobago) |

|             | 13 juni 2007 | Kuba | 0 – 5           | Honduras                                                | Reliant Stadium                                                  |                                                                  |
| 19:00 UTC−5 | 19:00 UTC−5  |      | (0 – 3) Rapport | 3′, 12′, 42′, 53′ Carlos Pavón 90′ (str.) Amado Guevara | Houston, Texas Publik: 68 417 Domare: Joel Aguilar (El Salvador) | Houston, Texas Publik: 68 417 Domare: Joel Aguilar (El Salvador) |
| 19:00 UTC−5 | 19:00 UTC−5  |      |                 |                                                         | Houston, Texas Publik: 68 417 Domare: Joel Aguilar (El Salvador) | Houston, Texas Publik: 68 417 Domare: Joel Aguilar (El Salvador) |
| 19:00 UTC−5 | 19:00 UTC−5  |      |                 |                                                         | Houston, Texas Publik: 68 417 Domare: Joel Aguilar (El Salvador) | Houston, Texas Publik: 68 417 Domare: Joel Aguilar (El Salvador) |

|             | 13 juni 2007 | Mexiko             | 1 – 0           | Panama | Reliant Stadium                                                |                                                                |
| 21:00 UTC−5 | 21:00 UTC−5  | Carlos Salcido 60′ | (0 – 0) Rapport |        | Houston, Texas Publik: 68 417 Domare: Carlos Batre (Guatemala) | Houston, Texas Publik: 68 417 Domare: Carlos Batre (Guatemala) |
| 21:00 UTC−5 | 21:00 UTC−5  |                    |                 |        | Houston, Texas Publik: 68 417 Domare: Carlos Batre (Guatemala) | Houston, Texas Publik: 68 417 Domare: Carlos Batre (Guatemala) |
| 21:00 UTC−5 | 21:00 UTC−5  |                    |                 |        | Houston, Texas Publik: 68 417 Domare: Carlos Batre (Guatemala) | Houston, Texas Publik: 68 417 Domare: Carlos Batre (Guatemala) |

### Ranking av grupptreor
| Nr | Lag (grupp)     | S | V | O | F | GM | IM | MS | P |
| -- | --------------- | - | - | - | - | -- | -- | -- | - |
| 1  | Panama (C)      | 3 | 1 | 1 | 1 | 5  | 5  | 0  | 4 |
| 2  | Guadeloupe (A)  | 3 | 1 | 1 | 1 | 3  | 3  | 0  | 4 |
| 3  | El Salvador (B) | 3 | 1 | 0 | 2 | 2  | 6  | −4 | 3 |

## Slutspel

### Slutspelsträd
|  | Kvartsfinaler | Kvartsfinaler |            |   | Semifinaler | Semifinaler |  |  | Final | Final |
|  |               |               |            |   |             |             |  |  |       |       |
|  |               |               |            |   |             |             |  |  |       |       |
|  |               |               |            |   |             |             |  |  |       |       |
|  | Kanada        | 3             |            |   |             |             |  |  |       |       |
|  | Kanada        | 3             |            |   |             |             |  |  |       |       |
|  | Guatemala     | 0             |            |   |             |             |  |  |       |       |
|  | Guatemala     | 0             | Kanada     | 1 |             |             |  |  |       |       |
|  |               |               | Kanada     | 1 |             |             |  |  |       |       |
|  |               | USA           | 2          |   |             |             |  |  |       |       |
|  | USA           | USA           | 2          | 2 |             |             |  |  |       |       |
|  | USA           |               |            | 2 |             |             |  |  |       |       |
|  | Panama        | 1             |            |   |             |             |  |  |       |       |
|  | Panama        | 1             | USA        | 2 |             |             |  |  |       |       |
|  |               |               | USA        | 2 |             |             |  |  |       |       |
|  |               | Mexiko        | 1          |   |             |             |  |  |       |       |
|  | Honduras      | Mexiko        | 1          | 1 |             |             |  |  |       |       |
|  | Honduras      |               |            | 1 |             |             |  |  |       |       |
|  | Guadeloupe    | 2             |            |   |             |             |  |  |       |       |
|  | Guadeloupe    | 2             | Guadeloupe | 0 |             |             |  |  |       |       |
|  |               |               | Guadeloupe | 0 |             |             |  |  |       |       |
|  |               | Mexiko        | 1          |   |             |             |  |  |       |       |
|  | Mexiko (e.f.) | Mexiko        | 1          | 1 |             |             |  |  |       |       |
|  | Mexiko (e.f.) |               |            | 1 |             |             |  |  |       |       |
|  | Costa Rica    | 1             |            |   |             |             |  |  |       |       |
|  | Costa Rica    | 1             |            |   |             |             |  |  |       |       |

### Kvartsfinaler
|             | 16 juni 2007 | Kanada                                   | 3 – 0           | Guatemala | Gillette Stadium                                                             |                                                                              |
| 13:00 UTC−4 | 13:00 UTC−4  | Dwayne De Rosario 17′ Ali Gerba 33′, 44′ | (3 – 0) Rapport |           | Foxborough, Massachusetts Publik: 22 412 Domare: Courtney Campbell (Jamaica) | Foxborough, Massachusetts Publik: 22 412 Domare: Courtney Campbell (Jamaica) |
| 13:00 UTC−4 | 13:00 UTC−4  |                                          |                 |           | Foxborough, Massachusetts Publik: 22 412 Domare: Courtney Campbell (Jamaica) | Foxborough, Massachusetts Publik: 22 412 Domare: Courtney Campbell (Jamaica) |
| 13:00 UTC−4 | 13:00 UTC−4  |                                          |                 |           | Foxborough, Massachusetts Publik: 22 412 Domare: Courtney Campbell (Jamaica) | Foxborough, Massachusetts Publik: 22 412 Domare: Courtney Campbell (Jamaica) |

|             | 16 juni 2007 | USA                                            | 2 – 1           | Panama         | Gillette Stadium                                                                   |                                                                                    |
| 16:00 UTC−4 | 16:00 UTC−4  | Landon Donovan 60′ (str.) Carlos Bocanegra 62′ | (0 – 0) Rapport | 85′ Blas Pérez | Foxborough, Massachusetts Publik: 22 412 Domare: Neal Brizan (Trinidad och Tobago) | Foxborough, Massachusetts Publik: 22 412 Domare: Neal Brizan (Trinidad och Tobago) |
| 16:00 UTC−4 | 16:00 UTC−4  |                                                |                 |                | Foxborough, Massachusetts Publik: 22 412 Domare: Neal Brizan (Trinidad och Tobago) | Foxborough, Massachusetts Publik: 22 412 Domare: Neal Brizan (Trinidad och Tobago) |
| 16:00 UTC−4 | 16:00 UTC−4  |                                                |                 |                | Foxborough, Massachusetts Publik: 22 412 Domare: Neal Brizan (Trinidad och Tobago) | Foxborough, Massachusetts Publik: 22 412 Domare: Neal Brizan (Trinidad och Tobago) |

|             | 17 juni 2007 | Mexiko             | 0000 1 – 0 (e.fl.) | Costa Rica | Reliant Stadium                                          |                                                          |
| 14:00 UTC−5 | 14:00 UTC−5  | Jared Borgetti 97′ | (0 – 0) Rapport    |            | Houston, Texas Publik: 70 092 Domare: Terry Vaughn (USA) | Houston, Texas Publik: 70 092 Domare: Terry Vaughn (USA) |
| 14:00 UTC−5 | 14:00 UTC−5  |                    |                    |            | Houston, Texas Publik: 70 092 Domare: Terry Vaughn (USA) | Houston, Texas Publik: 70 092 Domare: Terry Vaughn (USA) |
| 14:00 UTC−5 | 14:00 UTC−5  |                    |                    |            | Houston, Texas Publik: 70 092 Domare: Terry Vaughn (USA) | Houston, Texas Publik: 70 092 Domare: Terry Vaughn (USA) |

|             | 17 juni 2007 | Honduras         | 1 – 2           | Guadeloupe                              | Reliant Stadium                                              |                                                              |
| 17:00 UTC−5 | 17:00 UTC−5  | Carlos Pavón 70′ | (0 – 2) Rapport | 17′ Jocelyn Angloma 20′ Richard Socrier | Houston, Texas Publik: 70 092 Domare: Mauricio Navarro (USA) | Houston, Texas Publik: 70 092 Domare: Mauricio Navarro (USA) |
| 17:00 UTC−5 | 17:00 UTC−5  |                  |                 |                                         | Houston, Texas Publik: 70 092 Domare: Mauricio Navarro (USA) | Houston, Texas Publik: 70 092 Domare: Mauricio Navarro (USA) |
| 17:00 UTC−5 | 17:00 UTC−5  |                  |                 |                                         | Houston, Texas Publik: 70 092 Domare: Mauricio Navarro (USA) | Houston, Texas Publik: 70 092 Domare: Mauricio Navarro (USA) |

### Semifinaler
|             | 21 juni 2007 | Kanada        | 1 – 2           | USA                                          | Soldier Field                                                      |                                                                    |
| 18:00 UTC−5 | 18:00 UTC−5  | Iain Hume 76′ | (0 – 2) Rapport | 39′ Frankie Hejduk 45′ (str.) Landon Donovan | Chicago, Illinois Publik: 50 760 Domare: Benito Archundia (Mexiko) | Chicago, Illinois Publik: 50 760 Domare: Benito Archundia (Mexiko) |
| 18:00 UTC−5 | 18:00 UTC−5  |               |                 |                                              | Chicago, Illinois Publik: 50 760 Domare: Benito Archundia (Mexiko) | Chicago, Illinois Publik: 50 760 Domare: Benito Archundia (Mexiko) |
| 18:00 UTC−5 | 18:00 UTC−5  |               |                 |                                              | Chicago, Illinois Publik: 50 760 Domare: Benito Archundia (Mexiko) | Chicago, Illinois Publik: 50 760 Domare: Benito Archundia (Mexiko) |

|             | 21 juni 2007 | Mexiko          | 1 – 0           | Guadeloupe | Soldier Field                                                    |                                                                  |
| 21:00 UTC−5 | 21:00 UTC−5  | Pável Pardo 70′ | (0 – 0) Rapport |            | Chicago, Illinois Publik: 50 760 Domare: Roberto Moreno (Panama) | Chicago, Illinois Publik: 50 760 Domare: Roberto Moreno (Panama) |
| 21:00 UTC−5 | 21:00 UTC−5  |                 |                 |            | Chicago, Illinois Publik: 50 760 Domare: Roberto Moreno (Panama) | Chicago, Illinois Publik: 50 760 Domare: Roberto Moreno (Panama) |
| 21:00 UTC−5 | 21:00 UTC−5  |                 |                 |            | Chicago, Illinois Publik: 50 760 Domare: Roberto Moreno (Panama) | Chicago, Illinois Publik: 50 760 Domare: Roberto Moreno (Panama) |

### Final
|             | 24 juni 2007 | USA                                           | 2 – 1           | Mexiko              | Soldier Field                                                      |                                                                    |
| 14:00 UTC−5 | 14:00 UTC−5  | Landon Donovan 62′ (str.) Benny Feilhaber 73′ | (0 – 1) Rapport | 44′ Andrés Guardado | Chicago, Illinois Publik: 60 000 Domare: Carlos Batres (Guatemala) | Chicago, Illinois Publik: 60 000 Domare: Carlos Batres (Guatemala) |
| 14:00 UTC−5 | 14:00 UTC−5  |                                               |                 |                     | Chicago, Illinois Publik: 60 000 Domare: Carlos Batres (Guatemala) | Chicago, Illinois Publik: 60 000 Domare: Carlos Batres (Guatemala) |
| 14:00 UTC−5 | 14:00 UTC−5  |                                               |                 |                     | Chicago, Illinois Publik: 60 000 Domare: Carlos Batres (Guatemala) | Chicago, Illinois Publik: 60 000 Domare: Carlos Batres (Guatemala) |

## Priser och utmärkelser
| Skytteligan: | Mest värdefulle spelare: | Bäste målvakt: | Fair Play-priset: |
| ------------ | ------------------------ | -------------- | ----------------- |
| Carlos Pavón | Julián de Guzmán         | Franck Grandel | Honduras          |

### All Star-laget
All Star-laget togs ut av spelare från kvartsfinallagen.
| All Star-laget | All Star-laget                                              | All Star-laget                                              | All Star-laget          |
| Målvakt        | Backar                                                      | Mittfältare                                                 | Anfallare               |
| -------------- | ----------------------------------------------------------- | ----------------------------------------------------------- | ----------------------- |
| Franck Grandel | Felipe Baloy Richard Hastings Frankie Hejduk Carlos Salcido | Walter Centeno Julián de Guzmán Pablo Mastroeni Pável Pardo | Carlos Pavón Blas Perez |

| Hederspriser          | Hederspriser                   | Hederspriser                     | Hederspriser                   |
| Målvakt               | Backar                         | Mittfältare                      | Anfallare                      |
| --------------------- | ------------------------------ | -------------------------------- | ------------------------------ |
| Jose Francisco Porras | Samuel Caballero Paul Stalteri | DaMarcus Beasley Andrés Guardado | Jocelyn Angloma Landon Donovan |